# Kernersville
Kernersville é uma cidade  localizada no estado norte-americano de Carolina do Norte, no Condado de Forsyth e Condado de Guilford.

## Demografia
Segundo o censo norte-americano de 2000, a sua população era de 17.126 habitantes.
Em 2006, foi estimada uma população de 21.862, um aumento de 4736 (27.7%).

## Geografia
De acordo com o United States Census Bureau tem uma área de
31,5 km², dos quais 31,3 km² cobertos por terra e 0,2 km² cobertos por água. Kernersville localiza-se a aproximadamente 299 m acima do nível do mar.

## Localidades na vizinhança
O diagrama seguinte representa as localidades num raio de 20 km ao redor de Kernersville.